# Guiterna

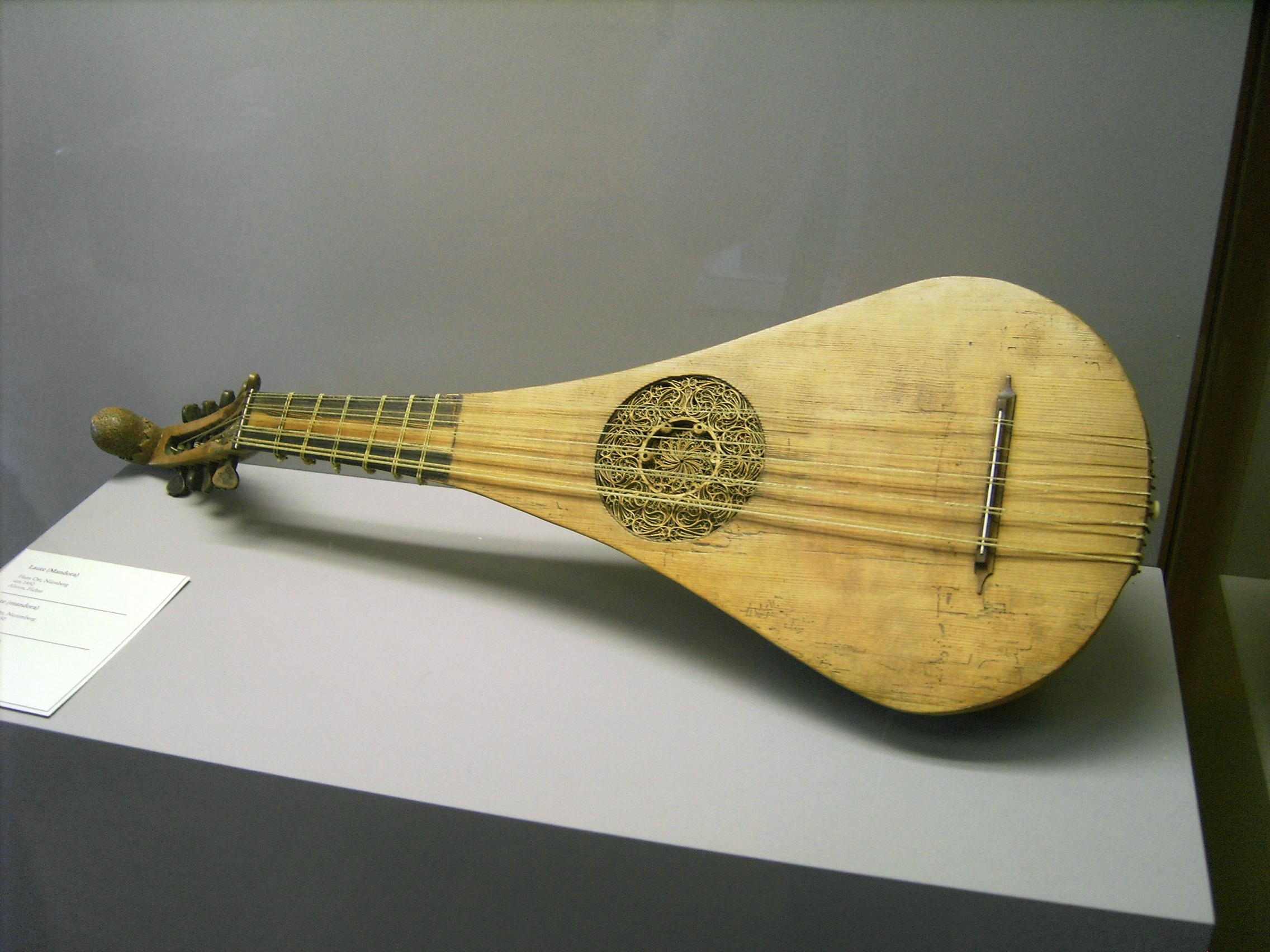
Guiterna

La guiterna, también llamada guitarra renacentista, es un instrumento de cuerda polifónico y se considera el antecesor de la mandolina. Está frecuentemente construido en un bloque de madera. Las clavijas, que suelen tener forma de hoz, la caja de resonancia tine forma de media pera y suele tener dos rosetas. Cuenta con cuatro cuerdas dobles de tripa y normalmente se toca con un plectro de cuerno. Las cuerdas están fijadas en el extremo inferior de la caja de resonancia, como ocurre con la mandolina actual. Posiblemente el puente no era fijo, sino movible.
 Este instrumento se llama guiterne en francés y gittern en inglés. Se cree que la etimología de esta palabra proviene del griego kithara.

## Enlaces externos

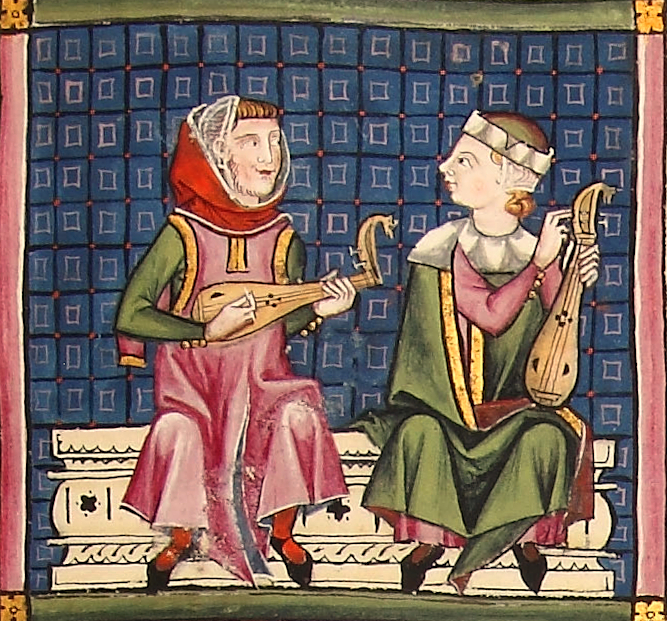
Guiternas en las Cantigas de Santa María, hacia el año 1280 d.C.